# Gamsfreiheit
Die Gamsfreiheit ist ein Berg im österreichischen Bundesland Vorarlberg.

## Lage
Politisch liegt der Gipfel am Schnittpunkt der Gemeinden Raggal, Nüziders und Bludenz. Der Berg ist der namensgebende Berg der Gamsfreiheitgruppe, einer Untergruppe des Lechquellengebirges. Die Bergkette liegt zwischen Klostertal und dem Marultal, einem Seitental des Großen Walsertals.

## Umgebung
Nordwestlich liegt der Elser Novakopf, verbunden über einen Kamm. Ein weiterer Kamm führt nach Nordnordost zum Novakopf, Nova Fürkele und Novaspitze. Dazwischen liegt in einer Gebirgswanne die Obere Novaalpe. Im Osten liegt die Faludrigaalpe. Im Ostsüdosten liegt das Weiße Rössle, im Süden das Klostertal mit der Ortschaft Außerbraz. Im Südwesten liegt der Stierkopf und im Westen die Elsalpe im Elstal.

## Naturschutz
Die Nordseite ist Teil des Naturschutzgebiets Faludriga – Nova. An der Südflanke ist die Zone etwa zwischen 800 m und 1180 m Seehöhe Teil des Europaschutzgebiets Klostertaler Bergwälder.

## Wandern
Von der Bergstation der Muttersbergseilbahn auf den Gipfel braucht man fast vier Stunden via Tiefenseesattel und Elsalpe. Hin und retour braucht man sieben Stunden, es sind 17,8 km, 970 Höhenmeter und gilt als schwer. Von Marul aus via Obere Novaalpe geht man fast fünf Stunden. Es besteht ein strenges Wegegebot im Naturschutzgebiet, auch für Skitourengeher. Mountainbiken ist verboten.